# Viaggio di nozze all'italiana
Viaggio di nozze all'italiana è un film del 1966 diretto da Mario Amendola sotto lo pseudonimo di Jacobs Irving.